# Аль-Каші
Гійяс-ад-Дін Джамшид аль-Каші (*غیاث الدین جمشید کاشانی; близько 1380 — 22 червня 1429) — середньовічний перський науковець (астроном і математик).

## Життєпис
Народився в м. Кашан, яке входило до складу держави Тимуридів. Син Масуда, місцевого лікаря. Замолоду виявив інтерес і хист до науки. У 1406 році вперше споглядав затемнення місяця в Кушані. Відтоді зацікавився астрономією. У 1407 року видав книгу про місячне затемнення 1406 року.
У 1413—1414 роках склав астрономічні таблиці, присвячені Шахруха, правитель держави Тимуридів.
Після побудови в Самарканді медресе Улугбека, він 1417 року приїхав до міста і разом з Казі-заде Румі і Алі Кушчі працював під керівництвом Улугбека, узяв участь у проектуванні і будівництві обсерваторії Улугбека, але до закінчення будівництва не дожив.
22 червня 1429 року його було вбито в обсерваторії. Причини цього невідомі, можливо, замах влаштували релігійні фанатики або суперники-науковці. Поховано в Самарканді.

## Наукова діяльність
Усі праці він написав перською мовою. Найбільш значущим твором з математики є «Міфтах ал-хісаб» («Ключ арифметики»). У ньому докладно викладено відомості з арифметики і алгебри. Високо оцінюється всіма істориками науки, перекладена багатьма європейськими мовами. Тут уперше впровадив і систематично використовував десяткові дроби. Разом з Улугбеком і Казі-заде Румі розробив метод послідовних наближень, заново відкритий у Європі в XIX ст. французьким математиком Е. Пікаром. Представлено спосіб наближеного знаходження коренів довільних ступенів, заснований на формулі, яка нині має назву «біном Ньютона». Розробив метод обчислення значень багаточлена — нині відомий як «схема Горнера».
«Ар-Рісала ал-мухітійя» («Трактат про окружності») присвячена обчисленню числа π (пі) і sin 1° з дуже великою для тих часів точністю.
Результати астрономічних досліджень відображено в праці «Зіджей Хакані дар Такмена зіджі Елхані», де викладено астрономічні синусоїдні таблиці. Іншою астрономічною працею стала «Суллам аль-Сама», де визначалися відстані та розміри небесних тіл, насамперед Землі, Сонця, Місяця, зірок. У 1416 році склав трактат про армілярні й тригранні сфери.
Також аль-Каші винайшов механізм визначення істинних позицій по довготі Сонця і Місяця, планет з точки еліптичних орбіт, широти Сонця і планет, екліптики Сонця.
Його лист до батька, що містить цінні відомості про академію Улугбека, перекладено багатьма мовами Європи та Азії.

## Оцінка
Про Аль-Каші високо відгукувалися Г. Зутер (Німеччина), В. В. Бартольді (Росія), Е. Кеннеді, Д. Кнут (США) та ін. Численні копії його творів зберігаються в бібліотеках Берліна, Лейдена, Санкт-Петербурга, Лондона.